# Bisbat de Tortona
El bisbat de Tortona (italià: diocesi di Tortona; llatí: Dioecesis Derthonensis) és una seu de l'Església catòlica, sufragània de l'arquebisbat de Gènova, que pertany a la regió eclesiàstica Ligúria. El 2010 tenia 273.490 batejats d'un total 280.060 habitants. Actualment està regida pel bisbe Vittorio Francesco Viola, O.F.M.

## Territori

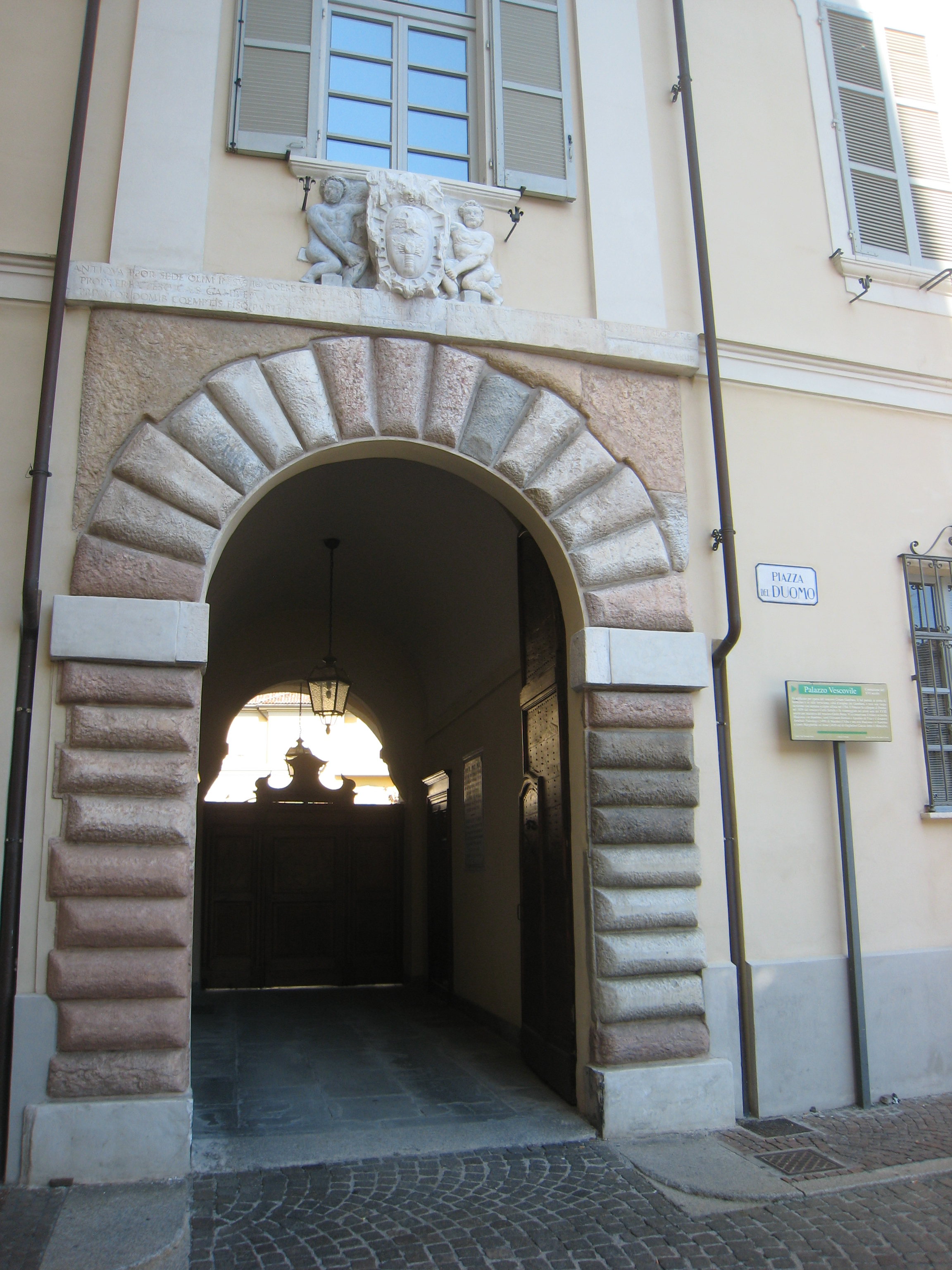
Entrada del palau episcopal a Tortona

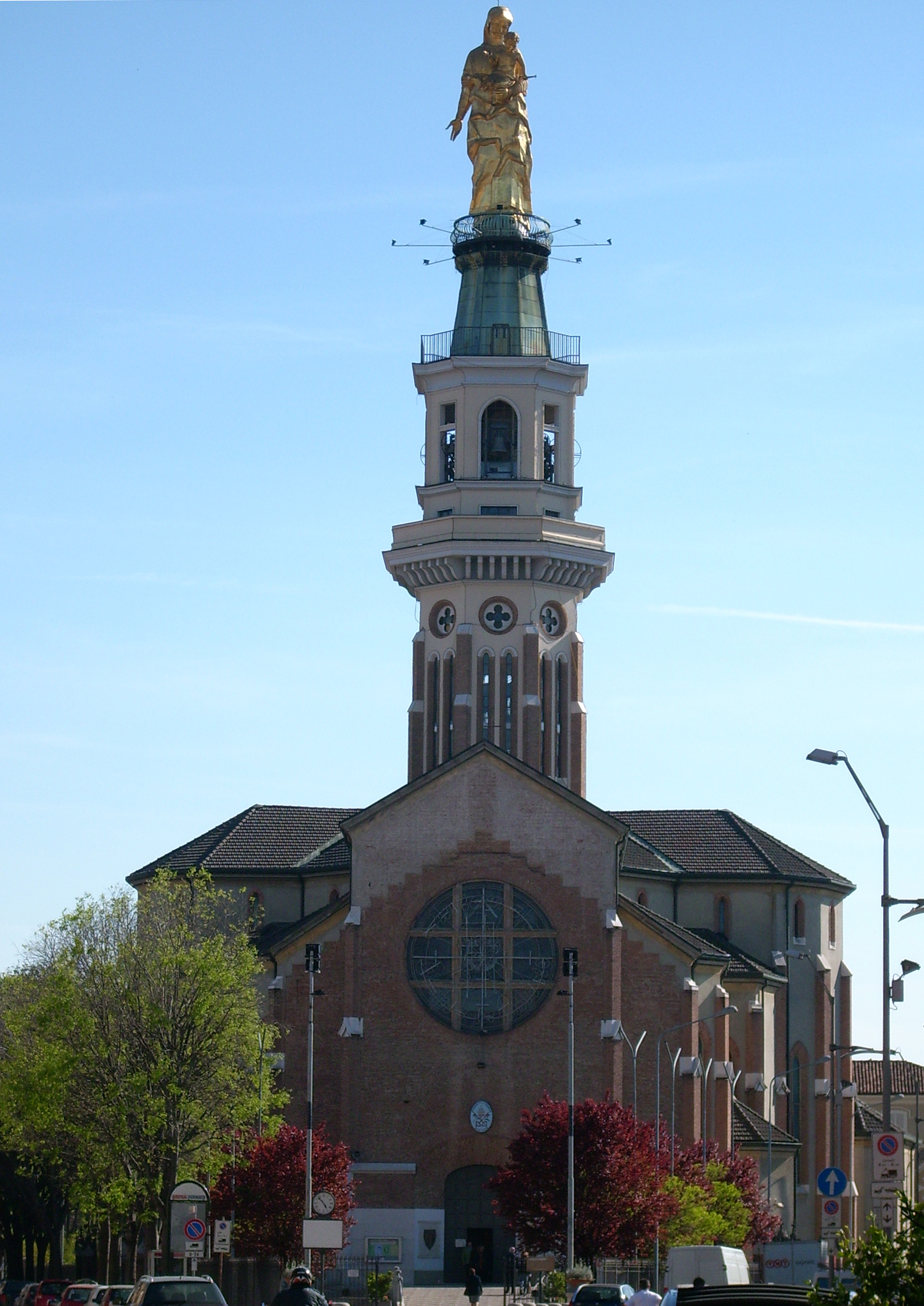
Il santuari de Nostra Signora della Guardia, fundat per sant Luigi Orione i construït entre el 1928 i el 1931.

El territori de la diòcesi s'estén sobre 3 regions administratives: el Piemont, la Ligúria i la Llombardia. Les seves 314 parròquies estan repartides al territori:
- 144 a la província d'Alessandria;
- 143 a la província de Pavia;
- 27 a la ciutat metropolitana de Gènova.

Estan organitzades en 11 vicariats: Broni-Stradella, Casteggio, vicariato padano, Voghera, bassa valle Scrivia, Tortona, Varzi, valli Curone e Grue, Novi Ligure, Arquata-Serravalle, genovesato.
La seu episcopal és la ciutat de Tortona, on es troba la catedral de Maria Santissima Assunta e di San Lorenzo. A més, al territori diocesà es troben dues basíliques menors: San Pietro apostolo a Broni, i la basílica de Nostra Signora della Guardia a Tortona.
Comprèn íntegrament o en part els següents municipis:
- a la província d'Alessandria: Albera Ligure, Alzano Scrivia, Arquata Scrivia, Avolasca, Basaluzzo, Berzano di Tortona, Borghetto di Borbera, Brignano-Frascata, Cabella Ligure, Cantalupo Ligure, Carbonara Scrivia, Carezzano, Carrega Ligure, Casalnoceto, Casasco, Cassano Spinola, Castellania, Castellar Guidobono, Castelnuovo Scrivia, Castelletto d'Orba, Cerreto Grue, Costa Vescovato, Dernice, Fabbrica Curone, Francavilla Bisio, Fresonara, Garbagna, Gavazzana, Gremiasco, Grondona, Guazzora, Molino Dei Torti, Momperone, Monleale, Montacuto, Montaldeo, Montegioco, Montemarzino, Novi Ligure, Paderna, Pontecurone, Pozzol Groppo, Pozzolo Formigaro, Roccaforte Ligure, Rocchetta Ligure, Sale, San Sebastiano Curone, Sant'Agata Fossili, Sardigliano, Sarezzano, Serravalle Scrivia, Silvano d'Orba, Spineto Scrivia, Tassarolo, Vignole Borbera, Viguzzolo, Villalvernia, Villaromagnano, Volpedo, Volpeglino;
- a la província de Pavia: Albaredo Arnaboldi, Arena Po, Bagnaria, Barbianello, Bastida de' Dossi, Bastida Pancarana, Borgo Priolo, Borgoratto Mormorolo, Bosnasco, Brallo di Pregola, Bressana Bottarone, Broni, Calvignano, Campospinoso, Canevino, Canneto Pavese, Casatisma, Casei Gerola, Castana, Casteggio, Castelletto di Branduzzo, Cecima, Cervesina, Cigognola, Codevilla, Corana, Cornale, Corvino San Quirico, Fortunago, Gambarana, Godiasco, Golferenzo, Lirio, Lungavilla, Menconico, Mezzana Bigli, Mezzana Rabattone, Mezzanino, Montalto Pavese, Montebello della Battaglia, Montecalvo Versiggia, Montescano, Montesegale, Mornico Losana, Montù Beccaria, Oliva Gessi, Pancarana, Pietra de' Giorgi, Pinarolo Po, Pizzale, Ponte Nizza, Portalbera, Rea, Redavalle, Retorbido, Rivanazzano, Robecco Pavese, Rocca de' Giorgi, Rocca Susella, Rovescala, Ruino, San Cipriano Po, San Damiano al Colle, Santa Giuletta, Santa Margherita di Staffora, Santa Maria della Versa, Silvano Pietra, Stradella, Torrazza Coste, Torricella Verzate, Val di Nizza, Varzi, Verretto, Verrua Po, Voghera, Volpara, Zavattarello, Zenevredo;
- a la ciutat metropolitana de Gènova: Busalla, Casella, Crocefieschi, Fascia, Isola del Cantone, Montebruno, Propata, Ronco Scrivia, Rondanina, Savignone, Torriglia, Valbrevenna.

## Història
Segons la tradició, la diòcesi de Tortona es remunta a les primeres dècades del segle ii. Sant Marziano, que va morir màrtir el 120, és considerat l'evangelitzador de la regió i el primer bisbe de la diòcesi. No obstant això, el text més antic relatiu al sant, escrit entre els segles viii i ix, «no és en absolut des del títol de bisbe, i molt menys del primer bisbe de Tortona ...», el que significa que «quan es va fer la llegenda encara no s'havia format ni difós àmpliament l'opinió que S. Marziano havia estat el primer bisbe de Tortona».
Molts dels primers bisbes atribuïts per la tradició a la seu de Tortona, van ser martiritzats i són venerats com a sants. Segons Lanzoni, es tracta «d'una llista episcopal molt sospitosa, segons sembla, redactada al segle xvi per portar els inicis de Tortona al segle i.» La diòcesi està testificada històricament al segle iv amb el primer bisbe conegut de Tortona, Inocenzo, que va viure vers la meitat del segle iv; el seguí Esuperanzio, que va participar en el Concili d'Aquilea del 381. En el concili provincial de Milà del 451 van participar en el bisbe Quinzio (o Quinziano). Un bisbe no identificat de Tortona s'esmenta en una carta de Gregori el Gran al bisbe Costanzo de Milà del 599. Aquests són els únics bisbes històricament documentats en els sis primers segles del cristianisme. Originalment, la diòcesi va ser sufragània de l'arxidiòcesi de Milà.
Tortona sortí il·lesa de les invasions dels bàrbars; de fet l'augment del seu jurisdicció territorial, arribant fins al Po i el mar Lígur, i des del final del segle ix va començar a establir-se la supremacia civil dels bisbes del Tortona. El bisbe Giselprando fou canceller de Lotari i simultàniament abat de Bobbio; al bisbe Gereberto l'emperador Otó II va confirmar el 979 tots els béns propietat de la seva església i també la jurisdicció civil de Tortona. Aquest poder civil va durar de iure fins al 1784.
A partir del segle xi el vast territori de la diòcesi va començar a ser desmembrat per a l'erecció de les diòcesis veïnes: en 1014 Tortona va cedir una part del seu territori per crear la diòcesi de Bobbio; en 1175 es va erigir la diòcesi d'Alessandria amb el territori obtingut en part de la de Tortona; en 1248 amb una butlla del Papa Innocenci IV, van ser sostretes a Tortona les esglésies parroquials de la vall de Lemme i vall de Scrivia, que van ser assignades a l'arxidiòcesi de Gènova.
Segons els documents del primer sínode la diòcesi del 1595, celebrat pel bisbe Maffeo Gambara, resulta que la diòcesi es compon d'33 esglésies, 180 parròquies, 5 col·legiates, 99 canongies, 137 esglésies no parroquials, 125 confraries, 45 monestirs i convents de tots dos sexes i 20 hospitals. D'acord amb els documents del segon sínode diocesà, convocat pel bisbe Carlo Settala el 1673, la diòcesi s'organitza en vuit regions, en les quals es van distribuir en les parròquies.
A finals del segle xviii la diòcesi de Tortona tenia al voltant de 160.000 habitants; el territori es va dividir en 44 parròquies amb 9 col·legiates i 221 esglésies parroquials; les esglésies simples, esglésies rurals i oratoris ascendien a 530, els convents masculins eren 43, 16 de femenins, i al seminari diocesà vivien uns 70 clergues. Els clergues seculars superaven el miler, mentre que el clergat regular sumava prop de 400 membres, i als convents religioses hi havia uns 350.
Sota la pressió del govern francès, l'1 de juny de 1803 la diòcesi va ser suprimida amb una butlla papal; el territori va ser annexat primer al d'Alexandria i després del 1805 a la de Casale Monferrato, i el bisbe es va veure obligat a renunciar.
La seu de Tortona es va restablir el 17 de juliol de 1817 amb la butlla Beati Petri del Papa Pius VII, amb el territori modificat respecte al passat: va perdre 22 parròquies en favor de les diòcesis d'Alexandria i d'Acqui, però va adquirir 67 de les diòcesis de Pavia i Piacenza. Amb aquesta butlla, la diòcesi es va convertir a part de la província eclesiàstica de l'arxidiòcesi de Gènova.
Al final del segle xix, el jove Luigi Orione va entrar al seminari de Tortona; el 1903 l'institut fundat per ell, la Petita Obra de la Divina Providència, va rebre l'aprovació del bisbe diocesà, Igino Bandi. Luigi Orione, que va ser responsable de la construcció del santuari de Nostra Senyora de la Guàrdia, va ser canonitzat pel Papa Joan Pau II el 2004.

## Episcopologi
Aquesta cronologia es correspon a la llista tradicional dels bisbes tortonesos, publicada per primera vegada per Ferdinando Ughelli a la seva Italia sacra; i després repetida, amb alguns afegits o correccions, per Giuseppe Antonio Bottazzi, Giuseppe Cappelletti i Pius Bonifacius Gams. Vengono publicà les dades cronològiques només pels bisbes certs i documentats històricament, amb eventuals notes explicatives preses de les obres de Savio i Lanzoni.
- San Marziano I †
- Sant Ariberto †[4]
- Sant Ammonio †
- San Terenziano †[5]
- San Costanzo †
- San Lorenzo I †
- Sant Anastasio †
- San Marcellino †
- San Giuliano †
- San Meliodoro I †
- Sant Innocenzo † (vers el segle iv)[6]
- Giovanni I †[7]
- Sant Esuperanzio † (citat el 381)[8]
- Eustasio o Teodulo ? †[9]
- San Marziano II †
- San Quinziano o Quintino o Quinto † (citat el 451)
- San Marcello †
- Albonio (o Albino) o Saturnino †[10]
- Giovanni II †
- Sisto †
- Anonimo † (citat el 599)[11]
- Procolo o Peno o Probo † (citat el 626)
- Meliodoro II † (citat el 649)
- Beato I †
- Lorenzo II †
- Audace † (citat el 679)
- Ottavio †
- Benedetto I †
- Tondero (Tendero) †
- Giacomo †
- Giuseppe † (citat el 769)[12]
- Flaviano †
- Gerolamo †
- Desiderio †
- Roberto †
- Valerio †
- Giovanni III (primera meitat del segle ix)[13]
- Rofredo o Ermanfredo † (citat el 842)[14]
- Teodolfo † (inicis del'862 - dopo l'877)
- Giovanni IV †
- Glarardo o Gerardo o Geroardo † (citat el 901)[15]
- Ildegino †
- Gerebaldo †
- Benedetto II o Beato II † (inicis de 915 - vers 929/930 mort)[16]
- Andrea † (citat el 933)
- Giselprando † (943[17] - finals de 963)
- Giovanni V † (inicis de 967 - finals de 969)
- Ottone o Zenone ? †[18]
  - Sede vacante (vers 969-979)[19]
- Gereberto (Guiberto) † (vers 979 - finals de 983)
- Eriberto ? †[20]
- Lintifredo (o Liutfredo) † (inicis de 997 - finals de 1001)
- Tenone o Zenone † (citat el 1003)[21]
- Agirio †[22]
- Pietro I † (inicis de 1022 - finals de 1068)[23]
- Oddo I † (inicis de 25 de juny de 1080[24] - finals de 1083)
- Guido o Wido † (inicis de 1098 - finals de 1099)
- Lambardo o Lombardo o Lamberto † (vers 1105 - 26 de maig de vers 1111 mort)[25]
- Pietro II † (vers 1111 - 30 de maig de 1134 deposto)[26]
- Guglielmo † (1134 - vers 1152 mort)[27]
- Oberto † (vers 1153 - finals de 25 de febrer de 1181)[28]
- Ugo † (inicis de 21 de febrer de 1183 - finals de 21 de març de 1193)
- Gandolfo †[29]
- Oddo II † (inicis de 16 de juliol de 1196 - abril de 1202 mort)
- Obizzo o Opizzone † (1202 - 14 d'agost de 1220 mort)
- Pietro Busetto † (1220 - ?)
- Pietro Tasso † (? - finals de 1255)[30]
- Melchiorre Busetto † (inicis de 1283 - 1284 mort)
  - Sede vacante (1284-1295)
- Giacomo Calcinari, O.S.B. † (2 d'octubre de 1295[31] - inicis de 16 de desembre de 1316[32] mort)
- Tiberio della Torre † (11 de juliol de 1317 - 24 de maig de 1325 nomenat bisbe de Brescia)
- Princivalle Fieschi † (24 de maig de 1325 - 1348 mort)
- Giacomo Visconti † (2 de juliol de 1348 - 1363 mort)
- Giovanni di Ceva † (13 de setembre de 1364 - vers 1380 mort)
- Giovanni ? †
- Giorgio Torti † (1380 - vers 1385 nomenat bisbe de Ceneda)
- Antonio † (28 de febrer de 1393 - ? mort)
- Pietro de Giorgi † (30 de març de 1394 - 15 de febrer de 1413 nomenat bisbe de Novara)
- Enrico Rampini † (10 de maig de 1413 - 7 de juny de 1435 nomenat bisbe de Pavia)
  - Gerardo Landriani Capitani † (7 de juny de 1435 - 7 de maig de 1436 renuncià) (bisbe electe)[33]
- Giovanni Barbavara † (6 de març de 1437 - ?)
- Michele Marliani † (9 de gener de 1461 - 24 d'abril de 1475 nomenat bisbe de Piacenza)
- Fabrizio Marliani † (24 d'abril de 1475 - 10 de gener de 1476 nomenat bisbe de Piacenza)
- Giacomo Botta † (10 de gener de 1476 - 1496 mort)
- Gian Domenico de Zazi † (20 d'abril de 1496 - 1528 mort)
- Uberto Gambara † (8 de maig de 1528 - 22 de març de 1548 renuncià)
- Cesare Gambara † (22 de març de 1548 - 1591 mort)
- Maffeo Gambara † (11 de maig de 1592 - 1612 mort)
- Cosimo Dossena, B. † (23 de febrer de 1612 - 12 de març de 1620 mort)
- Paolo Arese, C.R. † (20 de juliol de 1620 - 1644 renuncià)
- Francesco Fossati O.S.B.Oliv. † (23 de maig de 1644 - 11 de març de 1653 mort)
- Carlo Settala † (18 d'agost de 1653 - 23 d'abril de 1682 mort)
- Carlo Francesco Ceva † (12 de juliol de 1683 - d'agost de 1700 mort)
- Giulio Resta † (21 de febrer de 1701 - 11 de gener de 1743 mort)
- Giuseppe Ludovico Andujar, O.P. † (11 de març de 1743 - 2 de desembre de 1782 mort)
- Carlo Maurizio Peyretti † (18 de juliol de 1783 - 18 de febrer de 1793 mort)[34]
  - Sede vacante (1793-1796)
- Pio Bonifacio Fassati, O.P. † (27 de juny de 1796 - 1803 renuncià)
  - Seu suprimida (1803-1817)
- Carlo Francesco Carnevale † (21 de desembre de 1818 - 29 d'octubre de 1831 mort)
- Giovanni Negri † (15 d'abril de 1833 - 19 de gener de 1874 mort)
- Vincenzo Capelli † (4 de maig de 1874 - 25 d'abril de 1890 mort)
- Igino Bandi † (23 de juny de 1890 - 8 de setembre de 1914 mort)
- Simone Pietro Grassi † (22 de desembre de 1914 - 1 de novembre de 1934 mort)
- Egisto Domenico Melchiori † (5 de desembre de 1934 - 2 de març de 1963 mort)
- Francesco Rossi † (21 d'abril de 1963 - 29 de novembre de 1969 renuncià)
- Giovanni Canestri † (7 de gener de 1971 - 8 de febrer de 1975 nomenat vicegerent de Roma)
- Luigi Bongianino † (6 de juny de 1975 - 2 de febrer de 1996 jubilat)
- Martino Canessa (2 de febrer de 1996 - 15 d'octubre de 2014 jubilat)
- Vittorio Francesco Viola, O.F.M., des del 15 d'octubre de 2014 - 27 de maig de 2021 nomenat secretari de la Congregació pel culte diví i la disciplina dels sagraments)
- Guido Marini, des del 29 d'agost de 2021

## Demografia
A finals del 2010, la diòcesi tenia 273.490 batejats sobre una població de 280.060 persones, equivalent 97,7% del total.
| any  | població | població | població | sacerdots | sacerdots       | sacerdots       | sacerdots             | diaques | religiosos | religiosos | parroquies |
| ---- | -------- | -------- | -------- | --------- | --------------- | --------------- | --------------------- | ------- | ---------- | ---------- | ---------- |
| any  | batejats | total    | %        | total     | clergat secular | clergat regular | batejats por sacerdot | diaques | homes      | dones      |            |
| 1950 | 299.000  | 300.000  | 99,7     | 630       | 500             | 130             | 474                   |         | 200        | 500        | 316        |
| 1969 | 303.800  | 306.936  | 99,0     | 456       | 370             | 86              | 666                   |         | 177        | 704        | 265        |
| 1980 | 295.000  | 297.000  | 99,3     | 375       | 313             | 62              | 786                   |         | 94         | 720        | 317        |
| 1990 | 272.500  | 275.000  | 99,1     | 324       | 254             | 70              | 841                   | 12      | 104        | 715        | 315        |
| 1999 | 276.000  | 280.000  | 98,6     | 268       | 203             | 65              | 1.029                 | 13      | 68         | 442        | 314        |
| 2000 | 276.000  | 280.000  | 98,6     | 261       | 198             | 63              | 1.057                 | 12      | 66         | 435        | 314        |
| 2001 | 276.000  | 280.000  | 98,6     | 256       | 196             | 60              | 1.078                 | 12      | 63         | 426        | 314        |
| 2002 | 276.000  | 280.000  | 98,6     | 247       | 188             | 59              | 1.117                 | 12      | 62         | 417        | 314        |
| 2003 | 270.980  | 278.500  | 97,3     | 241       | 182             | 59              | 1.124                 | 12      | 62         | 412        | 314        |
| 2004 | 272.960  | 279.070  | 97,8     | 232       | 173             | 59              | 1.176                 | 15      | 63         | 365        | 314        |
| 2010 | 273.490  | 280.060  | 97,7     | 202       | 146             | 56              | 1.353                 | 20      | 60         | 345        | 314        |